# 畢烈格
畢烈格（Beleg），是英國作家約翰·羅納德·瑞爾·托爾金（J.R.R. Tolkien）的史詩奇幻小說《精靈寶鑽》中的虛構人物。
畢烈格是灰精靈王國多瑞亞斯（Doriath）的大將，最終在浮陰森林（Taur-en-Fuin）被好友圖林·圖倫拔（Túrin Turambar）誤殺。

## 名字語源
畢烈格（Beleg）一名屬辛達林語，意思是「大有力量的」mighty。他也被尊稱為庫薩理安（Cúthalion），意思是「強弓」Strongbow，可能因為他的弓術了得。在《胡林的子女》裡面，他曾被稱為弓箭手畢烈格（Beleg the Archer）。

## 總覽
畢烈格是一位辛達族精靈（Sindar），居住在多瑞亞斯，是多瑞亞斯王國的勇將，與另一位大將梅博隆（Mablung）齊名。他擅長用弓，他的弓是有名的貝爾斯隆丁（Belthronding），用的箭是戴賴爾（Dailir）。在離開多瑞亞斯搜索圖林時，他攜同安格拉赫爾劍（Anglachel）作為武器，這柄武器有自我意識，視畢烈格為主人並為他的死哀悼。除了他的武技外，他也是一位傑出的治療者，曾治癒圖林手下的亡命之徒，也能夠與野生動物溝通。
關於畢烈格的家庭，在托爾金的小說系列裡面則從未有提供過任何資料。同樣，他的出生時間也沒有清晰指明。他的好友是圖林圖倫拔，指導過剛成年的圖林如何作戰。他也可能結識貝西爾（Bretheil）人類的領袖，因為他曾與他們並肩作戰對抗邪惡。

## 生平

### 早年
畢烈格的出生年份不明，只知道他在第一紀元時是多瑞亞斯的大將。他可能有參與第一次貝爾蘭會戰（First Battle of Beleriand），但書中並沒有明確指出，只提到多瑞亞斯曾經參與此戰。

### 戰績
在第四戰役班戈拉赫戰役（Dagor Bragollach）爆發前後，畢烈格擔任了多瑞亞斯邊境的守衛隊隊長。戰爭再掀時，半獸人侵略貝西爾，當時哈拉丁族（House of Haladin）的領袖哈迪爾（Haldir）請求援助，畢烈格遂領兵支援，與哈拉丁族於森林裡伏擊敵人，全殲敵軍，阻止對方繼續向泰格林河（Taeglin）以南進軍。
另外，畢烈格也參加了狩獵惡狼卡黑洛斯（Carcharoth）的行動，並於472年參與了第五戰役尼南斯·阿農迪亞德戰役（Nirnaeth Arnoediad），與梅博隆一同投向芬鞏（Fingon）的旗下作戰。淚雨戰役中兩人都生還，並返回了多瑞亞斯。戰後魔苟斯逐漸把魔爪伸向南面，半獸人通過阿納赫通道（Pass of Anach）南下，不斷騷擾多瑞亞斯的北境。畢烈格則率軍抵擋，暫時壓制了多瑞亞斯的敵人。

### 與圖林的友誼
圖林成年時他來到北境學習作戰，畢烈格既是他的導師，也是戰友。兩人發展出深厚的友誼，也是北境大為有名的戰士。圖林誤殺西羅斯（Saeros）後，畢烈格立即找證人替他澄清。不過洗脫罪名之際，圖林已經遠離多瑞亞斯，畢烈格於是前去荒野追尋他的下落。畢烈格流浪荒野一年，總算找到圖林所屬的那群亡命之徒，卻因為圖林不在，被當成精靈奸細綁起虐待。幸好圖林及時回到，救了畢烈格一命。畢烈格懇求圖林隨他回去，但對方卻因固執驕傲而拒絕，於是只有畢烈格隻身回去。
畢烈格不在時北境情勢危急，丁巴爾（Dimbar）失守。他回去作戰一段時間後，再一次離開。這次他帶著龍盔（Dragon-helm）去激勵圖林，並幫助他們。兩人英勇作戰，名聲傳頌貝爾蘭各地，將半獸人打得潰不成軍、聞風逃竄，許多精靈人類都投靠他們。圖林攻佔根據地路斯山（Amon Rûdh）的附近地帶，泰格林河至多瑞亞斯邊境的地帶都改稱多爾庫索爾（Dor-Cúarthol），意思是「弓與盔之地」the Land of Bow and Helm，隸屬圖林治下，駐紮了許多投靠他的人馬。
畢烈格的出現也引起一些內部不滿，特別是痛恨精靈的小矮人密姆（Mîm）。密姆引領敵軍侵入路斯山，半獸人殺掉絕大部份人、擄走圖林，只有畢烈格被綁住留下待密姆處理他。圖林的一個瀕死的部下安德羅格（Andróg）拚盡最後之力趕跑了密姆，並鬆綁了畢烈格，報答了當初畢烈格治癒他重傷的恩情。

### 庫薩理安之死
畢烈格詳細搜查後發現圖林未死，於是他追蹤半獸人至浮陰森林。他發現逃出安格班奴役的葛溫多（Gwindor），帶著他一同拯救圖林。在一場暴風雨中，二人逼近半獸人的營地，射殺哨兵，劫走了圖林。畢烈格拔出安格拉赫爾，想把綁住圖林的鎖鏈砍斷。誰知劍鋒一偏傷了圖林的腳，圖林從昏迷中突然醒來，奪去了安格拉赫爾，錯手把他的朋友畢烈格殺死了。
如此，畢烈格就死在好友圖林手上，圖林精神重創之下呆坐在他的屍體旁。風雨過後，葛溫多與圖林把畢烈格埋葬在一處淺墓裡，將貝爾斯隆丁留作陪葬品。直到二人去到艾佛林湖（Ivrin）邊時，清澈的湖水讓葛溫多把圖林從癡呆中喚醒過來，那湖旁圖林作了《大弓之歌》（Laer Cú Beleg）紀念畢烈格的犧牲。圖林日後遇到格勞龍（Glaurung）時，對方辱罵他作「殺害朋友的凶手」，就是指他誤殺畢烈格的事。

## 資料來源
1. ↑  《精靈寶鑽》 2002年 聯經初版翻譯 附錄《昆雅語和辛達語名詞的組成要素》
2. ↑  《精靈寶鑽》 2002年 聯經初版翻譯 索引114
3. 1 2 3  《胡林的子女》 2008年 聯經初版翻譯 第八章《弓與盔之地》
4. ↑  《胡林的子女》 2008年 聯經初版翻譯 第六章《圖林在盜匪中》：「...或是靠著向他能與之交談的野生動物探詢有關人類經過的傳言...」
5. ↑  《精靈寶鑽》 2002年 聯經初版翻譯 第十八章《貝爾蘭的毀滅與芬國昐的殞落》
6. ↑  《精靈寶鑽》 2002年 聯經初版翻譯 第十九章《貝倫與露西安》
7. ↑  《精靈寶鑽》 2002年 聯經初版翻譯 第二十章《第五戰役－－尼南斯·阿農迪亞德戰役》
8. ↑  《胡林的子女》 2008年 聯經初版翻譯 第十一章《納國斯隆德的覆亡》